# Departamento de Tarapacá (Perú)
El departamento de Tarapacá fue una antigua división territorial del Perú, que existió entre 1878 y 1883.

## Ubicación
El departamento estaba ubicado en el sur del Perú, junto al Océano Pacífico. Limitaba al norte con el Departamento del Litoral; al sur y este con Bolivia; al oeste con el océano Pacífico.

## División administrativa
El Departamento de Tarapacá se dividió en dos provincias:
- Tarapacá

Capital: Tarapacá
Con sus distritos Tarapacá, Mamiña, Chiapa, Sibaya y Camiña.
- Iquique

Capital: Iquique
Con sus distritos Pisagua, Iquique, Patillos, Pica.

## Historia
El curaca de la región costera del Reyno de Chucuito al inicio de la conquista española fue Felipe Lucaya en Tarapacá.
Hacia 1533, el primer español que recorrió la costa sur del Tahuantinsuyo fue el andaluz Pedro Calvo de Barrientos. El segundo conquistador fue Pedro de Valdivia quien organizó campamentos en Arequipa, Tacna y Tarapacá antes de iniciar su recorrido hacia el sur del continente.
En 1600 las encomiendas de Lluta, Arica, Azapa, Tarapacá eran entregadas a Pedro Cordova Mesia, a quién después se le entregarían los valles de Tácana y Sama.
En 1612 el Papa Paulo V autoriza la creación del Obispado de Arequipa dentro del cual se encontraban siete corregimientos entre ellos el corregimiento de San Marcos de Arica integrado por las curias de Tacna, Tarata, Sama, Ilabaya, Locumba, Putina y Tarapacá. Hacia 1777 el corregimiento de Arica estaba integrado por Ilo, Tacna, Arica, Iquique, Pica, Ilabaya, Tarata y Codpa.
En el segundo gobierno de Agustín Gamarra ocurre la Guerra entre Perú y Bolivia. Gamarra buscaba anexar el antiguo Alto Perú al Perú, pero es derrotado en la batalla de Ingavi en 1841 por el General José Ballivián Segurola.
Las tropas del General Ballivián ocupan Puno, Moquegua, Tacna y Tarapacá y la zona sur del Perú queda al mando del coronel boliviano Rodríguez Magariños. En Sama el coronel tacneño José María Lavayén organiza una tropa que logra derrotarlo. En Locumba el coronel Manuel Mendiburú también organiza fuerzas entre quienes se encontraba Justo Arias y Aragüez en 1842.
El 17 de agosto de 1878 se crea el Departamento de Tarapacá, siendo Modesto Molina prefecto de Tarapacá y posteriormente Tesorero Fiscal de Iquique.